# Stelling van Weierstrass-Casorati

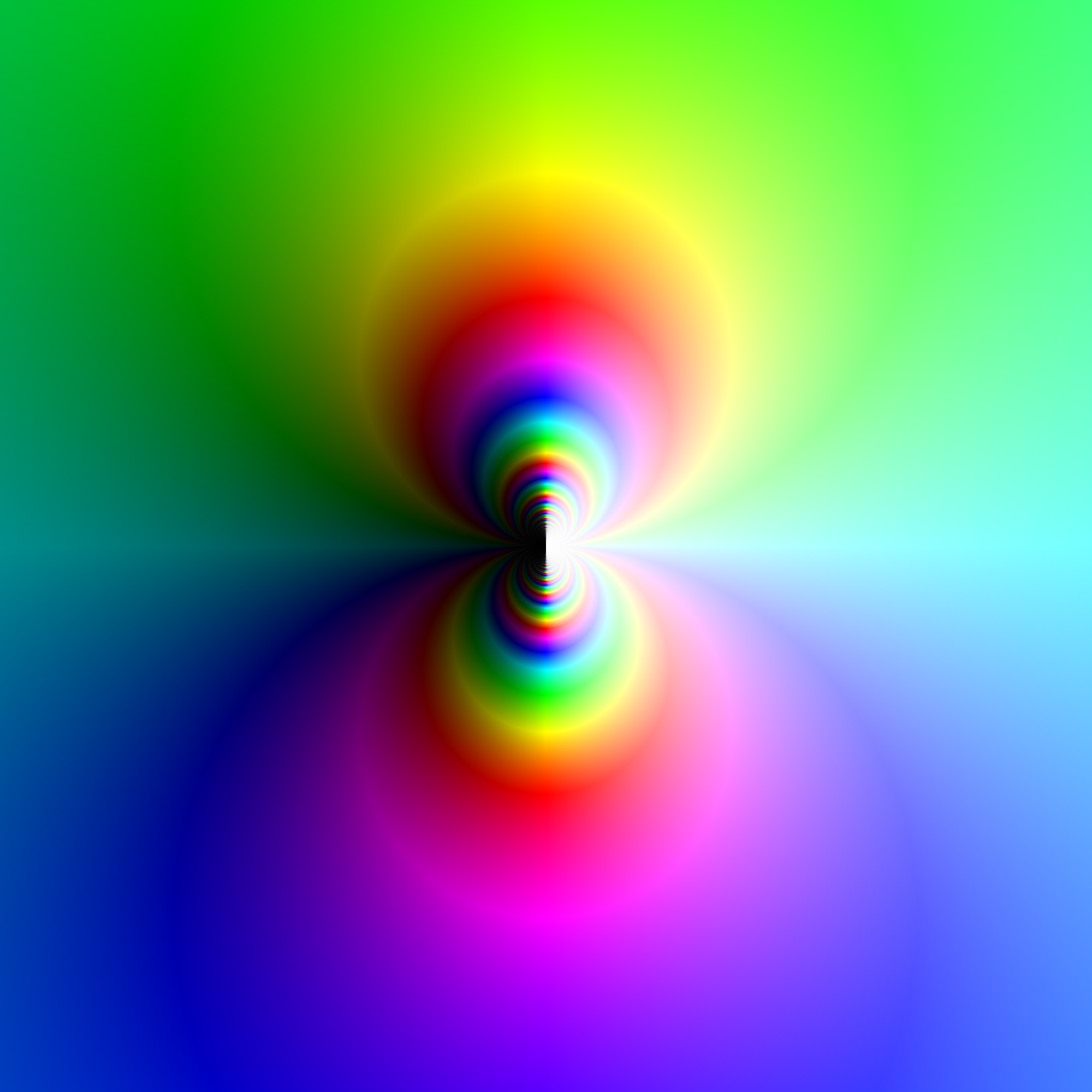
De complexe functie rond de singulariteit

In de complexe functietheorie, een deelgebied van de wiskunde, beschrijft de stelling van Weierstrass-Casorati het gedrag van meromorfe functies in de buurt van essentiële singulariteiten. De stelling is naar Karl Weierstrass en Felice Casorati genoemd. De grote stelling van Picard is een vervolg op de stelling van Weierstrass-Casorati.

## Geschiedenis
De geschiedenis van deze stelling wordt beschreven door Collingwood en Lohwater. Ze werd gepubliceerd door Weierstrass in 1876 (in het Duits) en door Sokhotski in 1868 in zijn masterproef (in het Russisch). Daarom werd het in de Russische literatuur de stelling van Sokhotski genoemd en in de Westerse literatuur de stelling van Weierstrass. Dezelfde stelling werd gepubliceerd door Casorati in 1868, en door Briot en Bouquet (1859). Briot en Bouquet verwijderden deze stelling echter uit de tweede editie (1875).